# Thomas Zangerl
Thomas Zangerl (ur. 10 czerwca 1983 w Kufstein) – austriacki narciarz dowolny, specjalizujący się w skicrossie. W Pucharze Świata zadebiutował 12 marca 2003 roku w Les Contamines, gdzie jednak został zdyskwalifikowany. Pierwsze pucharowe punkty zdobył 23 listopada 2003 roku w Saas-Fee, zajmując 13. miejsce. Na podium zawodów tego cyklu po raz pierwszy stanął 19 lutego 2009 roku w Voss, kończąc rywalizację na drugiej pozycji. Uplasował się tam między Czechem Tomášem Krausem i swym rodakiem Andreasem Mattem. Najlepsze wyniki osiągnął w sezonie 2008/2009, kiedy to zajął 18. miejsce w klasyfikacji generalnej, a w klasyfikacji skicrossu był siódmy. W 2009 roku wywalczył srebrny medal podczas mistrzostw świata w Inawashiro, przegrywając tylko Andreasem Mattem. Na rozgrywanych rok później igrzyskach olimpijskich w Vancouver zajął 18. miejsce. Był też między innymi ósmy na mistrzostwach świata w Kreischbergu w 2015 roku oraz dwunasty podczas igrzysk olimpijskich w Pjongczangu trzy lata później.

## Osiągnięcia

### Igrzyska olimpijskie
| Miejsce | Dzień     | Rok  | Miejscowość | Konkurencja | Zwycięzca             |
| ------- | --------- | ---- | ----------- | ----------- | --------------------- |
| 18.     | 21 lutego | 2010 | Vancouver   | Skicross    | Michael Schmid        |
| 27.     | 20 lutego | 2014 | Soczi       | Skicross    | Jean Frédéric Chapuis |
| 12.     | 21 lutego | 2018 | Pjongczang  | Skicross    | Brady Leman           |

### Mistrzostwa świata
| Miejsce | Dzień       | Rok  | Miejscowość   | Konkurencja | Zwycięzca             |
| ------- | ----------- | ---- | ------------- | ----------- | --------------------- |
| 2.      | 2 marca     | 2009 | Inawashiro    | Skicross    | Andreas Matt          |
| 22.     | 4 lutego    | 2011 | Deer Valley   | Skicross    | Christopher Del Bosco |
| 21.     | 10 marca    | 2013 | Voss          | Skicross    | Jean Frédéric Chapuis |
| 8.      | 21 stycznia | 2015 | Kreischberg   | Skicross    | Filip Flisar          |
| 30.     | 18 marca    | 2017 | Sierra Nevada | Skicross    | Victor Öhling Norberg |

### Puchar Świata

#### Miejsca w klasyfikacji generalnej
- sezon 2003/2004: 92.
- sezon 2005/2006: 110.
- sezon 2006/2007: 155.
- sezon 2007/2008: 162.
- sezon 2008/2009: 18.
- sezon 2009/2010: 68.
- sezon 2010/2011: 68.
- sezon 2011/2012: 121.
- sezon 2012/2013: 117.
- sezon 2013/2014: 36.
- sezon 2014/2015: 35.
- sezon 2015/2016: 39.
- sezon 2016/2017: 122.
- sezon 2017/2018: 43.

#### Miejsca na podium w zawodach
1. Voss – 19 lutego 2009 (skicross) – 2. miejsce
2. Innichen – 18 grudnia 2010 (skicross) – 3. miejsce
3. St. Johann in Tirol – 7 stycznia 2011 (skicross) – 3. miejsce
4. Åre – 16 marca 2014 (skicross) – 1. miejsce
5. Nakiska – 6 grudnia 2014 (skicross) – 1. miejsce
6. Idre – 14 lutego 2016 (skicross) – 2. miejsce
7. Innichen – 21 grudnia 2017 (skicross) – 3. miejsce